# مات كاردل
ماثيو «مات» شيريدان كاردل (Mathew "Matt" Sheridan cardle) هو مغني وكاتب أغاني وموسيقي إنجليزي من مواليد 15 أبريل 1983 .

## روابط خارجية
- مات كاردل على موقع IMDb (الإنجليزية)
- مات كاردل على موقع ميوزك برينز (الإنجليزية)
- مات كاردل على موقع أول ميوزيك (الإنجليزية)
- مات كاردل على موقع ديسكوغز (الإنجليزية)